# Rosenbergiodendron densiflorum
Rosenbergiodendron densiflorum là một loài thực vật có hoa trong họ Thiến thảo. Loài này được (K.Schum.) Fagerl. miêu tả khoa học đầu tiên năm 1948.